# Effet halostérique
Pour l’article ayant un titre homophone, voir Allostérie.
L'Effet halostique est la variation de masse volumique de l'eau des océans due à la salinité.
L'eau salée a une masse volumique supérieure à celle de l'eau douce, à température égale. Si l'eau pure a une masse volumique à 4 °C de 1 kilogramme par litre (par définition historique du kg), l'eau de mer, du fait de la présence de sel et d'autres solutés, a une densité légèrement supérieure, variant de 1020 à 1030 grammes par litre. La salinité, et donc la densité, varie d'un endroit à l'autre (et selon les saisons), en raison de l'apport d'eau douce (par les fleuves, la pluie, la fonte de glaces).
Cette variation de densité, conformément aux principes de la statique des fluides, influence le niveau de la mer : en effet, pour maintenir un équilibre, les zones plus salées (donc denses) sont en creux, avec un niveau plus bas que les zones moins salées. C'est un effet similaire à celui provoqué par les différences de température. Contrairement à une idée très répandue, le niveau de la mer n'est donc pas l'image parfaite d'une équipotentielle du champ de gravité. Ces variations s'ajoutent ou se retranchent, selon les cas, à l'élévation du niveau de la mer due au réchauffement climatique. Elles doivent être prises en compte pour interpréter correctement les mesures, et d'autre part, interviennent dans la prévision des risques par région.